# 藪内あゆみ
藪内 あゆみ（やぶうち あゆみ、1996年9月12日 - ）は、日本の女子ラグビーユニオン選手。

## プロフィール
- 福岡県春日市出身[1]。
- ポジションはスクラムハーフ(SH)、ウィング(WTB)。
- 身長 155cm、体重 58kg
- 7人制女子日本代表に選ばれたことがある[2]

## 略歴
2015年、筑紫女学園高校卒業後、立正大学に入る。
2019年、立正大学卒業後、ヤマネ鉄工建設に入社。